# Роббі Вільямс
Роббі Вільямс (англ. Robbie Williams; нар. 13 лютого 1974, Сток-он-Трент) — британський співак, автор пісень, колишній учасник гурту «Take That». За результатами опитувань[яких?], уважається[ким?] найпопулярнішим британським співаком, що виконує пісні в жанрах поп, попрок, софт-рок тощо. За характерний тембр голосу і манеру виконання Елтон Джон назвав Вільямса «Френк Сінатра XXI століття».
Попри невдалі продажі дисків у США, світові продажі альбомів перевищують 55 мільйонів, а синглів продано вже понад 15 мільйонів. В одній тільки Великій Британії продано близько 16,2 млн дисків. Ці дані підіймають рівень світових продажів дисків Роббі Вільямса вище планки в 70 мільйонів. За плечима Роббі 8 альбомів номер один, 6 синглів номер один у Великій Британії та безліч нагород. Також Роббі Вільямс вважається найпродаванішим іноземним виконавцем в Латинській Америці.

## Дитинство та юність
Народився 13 лютого 1974 року в місті Сток-он-Трент у родині Пітера та Джанет Терези Вільямсів. Вони були власниками пабу недалеко від футбольного поля команди «Порт Вейл». Вони вирішили розлучитися, коли синові виповнилося три роки. Батько майбутньої зірки працював конферансьє та часто бачився з сином. Співак не раз відзначав, що саме від батька навчився спілкуватися з публікою. Роббі вчився спочатку в початковій школі «Mill Hill Primary School», а потім в старшій «St. Margaret Ward High School» і часто брав участь у шкільних постановках. Після закінчення школи мама співака принесла додому оголошення, у якому говорилося, що по всій Англії триває набір до хлопчачого гурту.

## Гурт «Take That» і початок кар'єри
Менеджер гурту Найджел Мартін-Сміт планував розкрутити гурт за прикладом «New Kids on the Block». Спочатку гурт давав концерти в клубах та школах, де виконував кавери на відомі поппісні. Встигли вони випустити й свій перший кліп на сингл з дебютного альбому «Take that and party» — «Do what you like», де музиканти постали напівголими. Кліп не став популярним, та й узагалі такий підхід на ранньому етапі, здавалося, був вибраний неправильно — це негативно позначалося на продажах їх перших синглів і в молодих артистів була не найкраща репутація в той момент, що можна списати на безумовну помилку менеджера. Через два роки гурт підписав контракт зі звукозаписною компанією Sony Music. З підписанням контракту справи гурту пішли вгору та сингли «A million love songs» і «I found heaven» потрапили до двадцятки найкращих. Але найбільшого успіху досягла пісня «Could it be magic». Сам альбом «Take that and party» потрапив на друге місце найпродаваніших платівок у Великій Британії на той момент.

## Особисте життя
Роббі лікувався в реабілітаційному центрі м. Тусон від пристрасті до таких ліків як «Xanax», «Вікодин» та енергетичного напою «Lucozade» в лютому 2007.
У 2006 Роббі познайомився з американською акторкою Айдою Філд, з якою 2007 року почав зустрічатися. 2008 року вони об'їздили весь світ, а в серпні 2010 року одружилися в Лос-Анджелесі.
30 березня 2012 співак оголосив про те, що його дружина чекає дитину. 18 вересня 2012 в нього народилася дочка, її назвали Теодорою Роуз Вільямс (ласкаво Тедді).

## Досягнення
Роббі Вільямс продав найбільше альбомів на території Великої Британії, а також отримав найбільше «Brit Awards» за всю історію премії (12 сольних нагород і 5 разом із «Take That»). Співак продав 70 мільйонів записів у всьому світі, є найпродаванішим закордонним виконавцем у Латинській Америці. Вільямс був занесений до Книги рекордів Гіннесса після того, як анонсував свій тур на підтримку альбому «Intensive care», 1,6 млн квитків було продано за один день.
Співак був включений до Залу музичної слави Великої Британії (англ. UK Music Hall of Fame) після того, як був обраний «найкращим співаком 90-х».
Шість його альбомів входять до списку ста найпродаваніших альбомів у Великій Британії. Крім того, на сьогодні[уточнити] він найпродаваніший нелатинський співак у Латинській Америці із 3 млн проданих копій альбомів. І найуспішніший виконавець у Європі у 21 столітті, у світі — третій після Емінема та Брітні Спірс.

## Студійні альбоми
- «Life thru a lens» (1997)

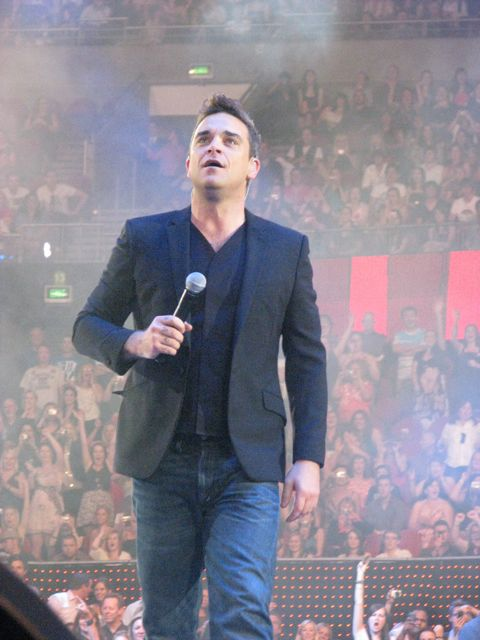
На концерті в Сіднеї, 2009

- «I've been expecting you» (1998 у Великій Британії / 2002 у США)
- «Sing when you're winning» (2000)
- «Swing when you're winning» (2001)
- «Escapology» (2002)
- «Intensive care» (2005)
- «Rudebox» (2006)
- «Reality killed the video star» (2009)
- «Take the crown» (2012)
- «Swings both ways» (2013)
- «The heavy entertainment show» (2016)

### Концертні альбоми
- «Live at Knebworth» («Live Summer 2003» у США) (2003)

### Збірники
- «The ego has landed» (1999) (вийшов лише в Північній Америці)
- «Greatest hits» (2004)

### DVD
- «Angels» (20.12.1999)
- «Where egos dare» (13.11.2000) Збірник різних ексклюзивних матеріалів (включаючи записи живих виступів)
- «Live at the Albert» (3.12.2001) Концерт у «Royal Albert Hall»)
- «Nobody someday» (8.07.2002) Диск присвячений європейському турне Роббі
- «The Robbie Williams show» (31.03.2003) Виступ у лондонській «Pinewood Studio» в жовтні 2002
- «What we did last summer (Live at Knebworth)» (24.11.2003) Концерт у Небворті (за три дні його відвідали понад 330 тис. глядачів), виданий на двох дисках (на першому сам концерт, на другому додаткові матеріали)
- «And through it all: Robbie Williams Live 1997—2006» (10.11.2006) Дводисковий збірник найкращих виступів з 1997 по 2006 роки
- «In and out of consciousness: Greatest hits 1990—2010» 2 DVD
- «Live in Tallinn»